# 8022 Scottcrossfield
A 8022 Scottcrossfield (ideiglenes jelöléssel (8022) 1990 VD7) a Naprendszer kisbolygóövében található aszteroida. Antonín Mrkos fedezte fel 1990. november 10-én.